# Toca's Miracle
Singles de Fragma
Toca Me
(1999) Everytime You Need Me
(2001)
Toca's Miracle est une chanson du groupe allemand Fragma. Le single atteint la première place au Royaume-Uni en avril 2000. La chanson a été créée en mixant la voix de Sue Brice (sous le pseudonyme Coco Star) sur I Need a Miracle et l'instrumental de Toca Me de Fragma.

## Version originale 2000
La version originale est Toca's Miracle un mashup illégal de la chanson I need a Miracle de Coco Star. I need a Miracle est à l'origine sorti en 1996 sous le label Greenlight Recordings et en 1997 sous EMI Positiva. La chanson est écrite par Rob Davis et Victor Imbres en 1994 pour Coco. En mai 1997, le single atteint la 31e place au Royaume-Uni sans diffusion radio et sans clip vidéo à l'époque.
Le bootleg de Toca Me de Fragma et I need a Miracle de Coco Star devient populaire à Ibiza quelques mois après la sortie de Toca Me. Fragma adopte ce bootleg et le sort en single officiel, la chanson est alors diffusée en radio et devient populaire au Royaume-Uni. Toca Me atteint la 11e place au Royaume-Uni le septembre 1999 et no 53 en Australie le janvier 2000. Toca's Miracle atteint la première place au Royaume-Uni en avril 2000, la 8e en Australie et la 99e place aux États-Unis dans le Billboard Hot 100.
La version originale est la 7e meilleure vente de l'année 2000 au Royaume-Uni, la voix de Coco Star est utilisé pour la promotion du single au niveau international.

## Version remix 2008
En 2008, un remix de Toca's Miracle sort sous le label EMI Positiva.
Toca's Miracle 2008 rencontre un grand succès atteignant la 2e place en Australie le classement ARIA Club Charts (la 89e place dans le classement officiel), no 7 en Suède. Un nouveau clip vidéo sort pour cette version en mars 2008. La chanson a été écrite à l'origine par Robert Davis et Victor Imbres de Universal Music publishing pour Coco Star. Une partie a été écrite par l'agence Music Corporation of America en 1994 aujourd'hui rattaché à Universal Music.

## Liste des pistes
CD single 2008 en Australie
1. Toca’s Miracle (Inpetto Edit) interprété par Coco Star
2. Toca’s Miracle (Richard Durand Remix Edit) interprété par Coco Star
3. Toca Me (Inpetto 2008 Edit)
4. Toca’s Miracle (Inpetto Remix) interprété par Coco Star
5. Toca’s Miracle (Richard Durand Remix) interprété par Coco Star
6. Toca Me (Inpetto 2008 Remix)

## Classement hebdomadaire
| Classement (2000)             | Meilleure position |
| ----------------------------- | ------------------ |
| Pays-Bas (Nederlandse Top 40) | 49                 |

| Classement (2000)                      | Meilleure position |
| -------------------------------------- | ------------------ |
| Suisse (Schweizer Hitparade)           | 55                 |
| France (SNEP)                          | 65                 |
| Pays-Bas (Nederlandse Top 40)          | 33                 |
| Belgique (Flandre Ultratop 50 Singles) | 24                 |
| Suède (Sverigetopplistan)              | 18                 |
| Finlande (Suomen virallinen lista)     | 16                 |
| Norvège (VG-lista)                     | 2                  |
| Italie (FIMI)                          | 19                 |
| Espagne (PROMUSICAE)                   | 43                 |
| Australie (ARIA)                       | 8                  |
| Allemagne                              | 46                 |

| Classement (2008) | Meilleure Position] |
| ----------------- | ------------------- |
| Autriche          | 42                  |
| Colombie          | 27                  |
| Allemagne         | 73                  |
| Pays-Bas          | 18                  |
| Irlande           | 47                  |
| Roumanie          | 8                   |
| Espagne           | 2                   |
| Suède             | 7                   |
| Royaume-Uni       | 16                  |